# Erich von Waldburg-Zeil
Erich Maria August Wunibald Anton Joseph Reinhard von Waldburg-Zeil-Wurzach (Stoccarda, 21 agosto 1899 – Aitrach, 24 maggio 1953) è stato un principe, imprenditore e editore tedesco.

## Biografia
Erich era il figlio secondogenito del principe Georg von Waldburg-Zeil (1867-1918) e di sua moglie, la principessa Marie Therese zu Salm-Reifferscheidt-Raitz (1869-1930). 
Erich studiò scienze politiche, storia, storia dell'arte e filosofia alle università di Tubinga e Monaco. Con la morte del padre e del fratello maggiore, il conte ereditario Eberhard, caduto nella prima guerra mondiale, Erich ereditò il titolo di principe di Waldburg-Zeil nel settembre del 1918, oltre alle estese proprietà che ancora appartenevano alla sua famiglia. Col crollo della monarchia tedesca, Erich si rese conto che l'aristocrazia non poteva vivere più di sola rendita e per questo si associò all'industria della carta in Alta Svevia. Nel 1930 fu co-fondatore del giornale cattolico Tatgemeinschaft ed acquisì successivamente il giornale Illustrierter Sonntag, che venne successivamente pubblicato con il titolo Derstraight Weg ed ospitò per diversi anni lo storico e pubblicista Fritz Gerlich ed i suoi articoli di resistenza giornalistica ad Adolf Hitler. Erich von Waldburg fu inoltre membro del comitato centrale dei cattolici tedeschi e promosse l'operato di diverse missioni. Dopo la seconda guerra mondiale divenne editore della rivista ufficiale dell'Abendländische Bewegung fondata da Johann Wilhelm Naumann nel 1946, il Das Neue Abendlandì. Nel 1951 divenne membro dell'Ordine del Toson d'Oro.
Nel 1953 Erich von Waldburg-Zeil morì in un incidente stradale ad Aitrach. Sul luogo della tragedia venne eretta una cappella commemorativa.

## Matrimonio e figli
Erich sposò la principessa Maria Monika zu Löwenstein-Wertheim-Rosenberg (25 febbraio 1905 - 28 dicembre 1992) a Kleinheubach il 5 aprile 1926. La coppia ebbe sette figli:
- Georg (1928–2015), principe di Waldburg-Zeil
- Josefine (1929–1999), sposò nel 1953 il principe Nikolaus von Lobkowicz
- Theresia (n.1931), sposò nel 1962 il conte Alois von Nostitz-Rieneck, figlio di Sophie von Hohenberg, figlia dell'arciduca Francesco Ferdinando d'Asburgo-Este
- Alois (1933-2014), deputato
- Karl (n. 1936), sposò nel 1965 Maria Victoria de Verdugo y Peña
- Sophie (n. 1938), sposò nel 1965 il conte Erwein von Matuschka dal quale si separò nel 1983
- Eberhard (1940-2013), sposò nel 1966 la contessa Johanna von Harrach-Rohrau-Thannhausen

## Ascendenza
|                                                          |                                               |                                                                                 | Genitori                                                                                |  |  | Nonni |  |  | Bisnonni                                                    |  |  | Trisnonni                                                      |  |
|                                                          |                                               |                                                                                 |                                                                                         |  |  |       |  |  | Constantin von Waldburg-Zeil, III principe di Waldburg-Zeil |  |  | Franz Thaddäus von Waldburg-Zeil, II principe di Waldburg-Zeil |  |
|                                                          |                                               |                                                                                 |                                                                                         |  |  |       |  |  | Constantin von Waldburg-Zeil, III principe di Waldburg-Zeil |  |  | Franz Thaddäus von Waldburg-Zeil, II principe di Waldburg-Zeil |  |
|                                                          |                                               | Christiane Polyxene zu Löwenstein-Wertheim-Rosenberg                            |                                                                                         |  |  |       |  |  | Constantin von Waldburg-Zeil, III principe di Waldburg-Zeil |  |  |                                                                |  |
| Wilhelm von Waldburg-Zeil, IV principe di Waldburg-Zeil  |                                               |                                                                                 |                                                                                         |  |  |       |  |  | Constantin von Waldburg-Zeil, III principe di Waldburg-Zeil |  |  |                                                                |  |
|                                                          |                                               | Maximiliane von Quadt-Isny                                                      | Wilhelm Otto von Quadt-Isny                                                             |  |  |       |  |  |                                                             |  |  |                                                                |  |
|                                                          |                                               | Maximiliane von Quadt-Isny                                                      | Wilhelm Otto von Quadt-Isny                                                             |  |  |       |  |  |                                                             |  |  |                                                                |  |
|                                                          |                                               | Maximiliane von Quadt-Isny                                                      | Maria Anna von Thurn und Valsassina                                                     |  |  |       |  |  |                                                             |  |  |                                                                |  |
| Georg von Waldburg-Zeil, V principe di Waldburg-Zeil     |                                               | Maximiliane von Quadt-Isny                                                      |                                                                                         |  |  |       |  |  |                                                             |  |  |                                                                |  |
|                                                          |                                               | Friedrich von Waldburg-Wolfegg-Waldsee, II principe di Waldburg-Wolfegg-Waldsee | Joseph Anton Xaver von Waldburg-Wolfegg-Waldsee, I principe di Waldburg-Wolfegg-Waldsee |  |  |       |  |  |                                                             |  |  |                                                                |  |
|                                                          |                                               | Friedrich von Waldburg-Wolfegg-Waldsee, II principe di Waldburg-Wolfegg-Waldsee | Joseph Anton Xaver von Waldburg-Wolfegg-Waldsee, I principe di Waldburg-Wolfegg-Waldsee |  |  |       |  |  |                                                             |  |  |                                                                |  |
|                                                          |                                               | Friedrich von Waldburg-Wolfegg-Waldsee, II principe di Waldburg-Wolfegg-Waldsee | Maria Josepha Fugger von Babenhausen                                                    |  |  |       |  |  |                                                             |  |  |                                                                |  |
| Maria Josepha von Wolfegg-Waldsee                        |                                               | Friedrich von Waldburg-Wolfegg-Waldsee, II principe di Waldburg-Wolfegg-Waldsee |                                                                                         |  |  |       |  |  |                                                             |  |  |                                                                |  |
|                                                          |                                               | Elisabeth Johanna zu Königsegg-Aulendorf                                        | Franz Xaver zu Königsegg-Aulendorf                                                      |  |  |       |  |  |                                                             |  |  |                                                                |  |
|                                                          |                                               | Elisabeth Johanna zu Königsegg-Aulendorf                                        | Franz Xaver zu Königsegg-Aulendorf                                                      |  |  |       |  |  |                                                             |  |  |                                                                |  |
|                                                          |                                               | Elisabeth Johanna zu Königsegg-Aulendorf                                        | Maria Anna Josepha Károlyi de Nagykároly                                                |  |  |       |  |  |                                                             |  |  |                                                                |  |
| Erich von Waldburg-Zeil, VI principe di Waldburg-Zeil    |                                               | Elisabeth Johanna zu Königsegg-Aulendorf                                        |                                                                                         |  |  |       |  |  |                                                             |  |  |                                                                |  |
|                                                          | Hugo Karl Eduard zu Salm-Reifferscheidt-Raitz | Franz Joseph Anton Karl Hugo zu Salm-Reifferscheidt-Raitz                       |                                                                                         |  |  |       |  |  |                                                             |  |  |                                                                |  |
|                                                          | Hugo Karl Eduard zu Salm-Reifferscheidt-Raitz | Franz Joseph Anton Karl Hugo zu Salm-Reifferscheidt-Raitz                       |                                                                                         |  |  |       |  |  |                                                             |  |  |                                                                |  |
|                                                          | Hugo Karl Eduard zu Salm-Reifferscheidt-Raitz | Maria Josepha McCaffry von Keanmore                                             |                                                                                         |  |  |       |  |  |                                                             |  |  |                                                                |  |
| Erich Adolf Karl Georg Leodgar Salm-Reifferscheidt-Raitz | Hugo Karl Eduard zu Salm-Reifferscheidt-Raitz |                                                                                 |                                                                                         |  |  |       |  |  |                                                             |  |  |                                                                |  |
|                                                          |                                               | Leopoldine Josephine Christiane Polyxena zu Salm-Reifferscheidt-Krautheim       | Franz Wilhelm Joseph Anton zu Salm-Reifferscheidt-Krautheim                             |  |  |       |  |  |                                                             |  |  |                                                                |  |
|                                                          |                                               | Leopoldine Josephine Christiane Polyxena zu Salm-Reifferscheidt-Krautheim       | Franz Wilhelm Joseph Anton zu Salm-Reifferscheidt-Krautheim                             |  |  |       |  |  |                                                             |  |  |                                                                |  |
|                                                          |                                               | Leopoldine Josephine Christiane Polyxena zu Salm-Reifferscheidt-Krautheim       | Franziska Luise Romana zu Hohenlohe-Bartenstein                                         |  |  |       |  |  |                                                             |  |  |                                                                |  |
| Marie Therese zu Salm-Reifferscheidt-Raitz               |                                               | Leopoldine Josephine Christiane Polyxena zu Salm-Reifferscheidt-Krautheim       |                                                                                         |  |  |       |  |  |                                                             |  |  |                                                                |  |
|                                                          |                                               | Ignacio Álvarez de Toledo Palafox                                               | Francisco de Borja Álvarez de Toledo y Gonzaga, XVI duca di Medina Sidonia              |  |  |       |  |  |                                                             |  |  |                                                                |  |
|                                                          |                                               | Ignacio Álvarez de Toledo Palafox                                               | Francisco de Borja Álvarez de Toledo y Gonzaga, XVI duca di Medina Sidonia              |  |  |       |  |  |                                                             |  |  |                                                                |  |
|                                                          |                                               | Ignacio Álvarez de Toledo Palafox                                               | María Tomasa de Palafox y Portocarrero                                                  |  |  |       |  |  |                                                             |  |  |                                                                |  |
| Maria del Pilar Alvarez de Toledo                        |                                               | Ignacio Álvarez de Toledo Palafox                                               |                                                                                         |  |  |       |  |  |                                                             |  |  |                                                                |  |
|                                                          |                                               | Teresa Álvarez de Toledo Silva-Bazán                                            | Pedro de Alcántara Álvarez de Toledo Palafox, XIII marchese di Villafranca              |  |  |       |  |  |                                                             |  |  |                                                                |  |
|                                                          |                                               | Teresa Álvarez de Toledo Silva-Bazán                                            | Pedro de Alcántara Álvarez de Toledo Palafox, XIII marchese di Villafranca              |  |  |       |  |  |                                                             |  |  |                                                                |  |
|                                                          |                                               | Teresa Álvarez de Toledo Silva-Bazán                                            | María Joaquina del Pilar Silva-Bazán Téllez-Girón                                       |  |  |       |  |  |                                                             |  |  |                                                                |  |
|                                                          |                                               | Teresa Álvarez de Toledo Silva-Bazán                                            |                                                                                         |  |  |       |  |  |                                                             |  |  |                                                                |  |